# 미쓰이 E&S
미쓰이 E&S(도쿄: 7003)는 일본 3대 재벌그룹인 미쓰이 그룹에 속해 있는 일본 기업이며, 도쿄 증권 거래소 제1부에 상장되어 있다. 닛케이 225에 등재되어 있으며 조선, 기계, 플랜트 등을 다루는 중공업 업체이다.
1917년 다마노시에서 설립되었다.

## 주식회사 미쓰이 E & S 홀딩스
주식회사 미쓰이 E & S 홀딩스 (Mitsui Engineering and Shipbuilding)은 조선, 기계, 플랜트 등을 다루는 「미쓰이 그룹의 중공업 업체」이며, 미츠이 그룹의 홍보위원회에 속해있다.
이전 회사명은 미쓰이 조선 주식회사 (미쓰이 조선, Mitsui Engineering & Shipbuilding Co., Ltd. )였으며, 2018년 (헤세이 30년) 4월 1일을 시점으로 지주 회사로 이행 했다.
미쓰이 물산이 (현)오카야마현에 설립한 조선부를 발상으로, 태평양 전쟁 때로는 각종 군용 함 건조에 종사했다. 현재는 상선, 자위대 함정, 선박용 디젤 엔진 등 선박 분야뿐만 아니라 발전 · 화학 플랜트 등 엔지니어링 사업 및 항만 크레인, 교량 건설 등 사회 인프라 사업까지 다방면에 걸친다.

### 미쓰이 E & S 조선 (Mitsui E&S Shipbuilding)
선박 · 함정 사업을 인수한 사업 회사.

### 미쓰이 E & S 머신너리 (Mitsui E&S Machinary)
기계 시스템 부문을 인수 한 사업 회사. 주력 제품의 항만 크레인 및 선박 엔진에서 세계적으로 큰 점유율을 차지한다.

## 미쓰이가 건조한 선박
미쓰이는 해상자위대를 위해 아부쿠마급 오위구축함를 구축하기로 계약했다. 이 선박은 1988년부터 1991년까지 조선되었다.
- 오스미급 수송함 -4001 및 4002
- 히우치급 지원 선 - JS 히 우치 (AMS-4301)
- Mitsui 56 시리즈[3]